# Frieda Gallati
Frieda Gallati (Glarus, 12 september 1876 - aldaar, 30 december 1955) was een Zwitserse historica.

## Biografie
Frieda Gallati was een dochter van Rudolf Gallati en een zus van Rudolf Gallati. In 1907 huwde ze Wilhelm Melchior, een professor en doctor in de letteren van wie ze in 1915 zou scheiden. Ze studeerde geschiedenis, geschiedkundige hulpwetenschappen en Duitse literatuur. In 1902 was ze de tweede vrouw die een doctoraat in de geschiedenis behaalde aan de Universiteit van Zürich. Ze publiceerde verscheidene belangrijke studies over de 17e eeuw en over de verhoudingen tussen het binnenlands en het buitenlands beleid van de Oude Eedgenootschap. Met haar onderzoek naar Aegidius Tschudi wistze een nieuw licht te werpen op de geschiedenis van het kanton Glarus.

## Onderscheidingen
- Erelid van de Schweizerische Gesellschaft für Geschichte/Société suisse d'histoire
- Erelid van de Historischer Verein des Kantons Glarus

## Werken
- (de)  Der königliche schwedische in Teutschland geführte Krieg des Bogislav Philipp von Chemnitz und seine Quellen, Frauenfeld, 1902 (doctoraat Universiteit van Zürich).
- (de)  "Eidgenössische Politik zur Zeit des Dreissigjährigen Krieges" in Jahrbuch für schweizerische Geschichte 43, 1918, 1-149; 44, 1919, 1-258.
- (de)  Die Eidgenossenschaft und der Kaiserhof zur Zeit Ferdinands II. und Ferdinands III., 1619-1657, 1932.
- (de)  Gilg Tschudi und die ältere Geschichte des Landes Glarus, 1938.